# Aglomeraciones urbanas más pobladas en el ámbito lingüístico del quechua de Huaylas

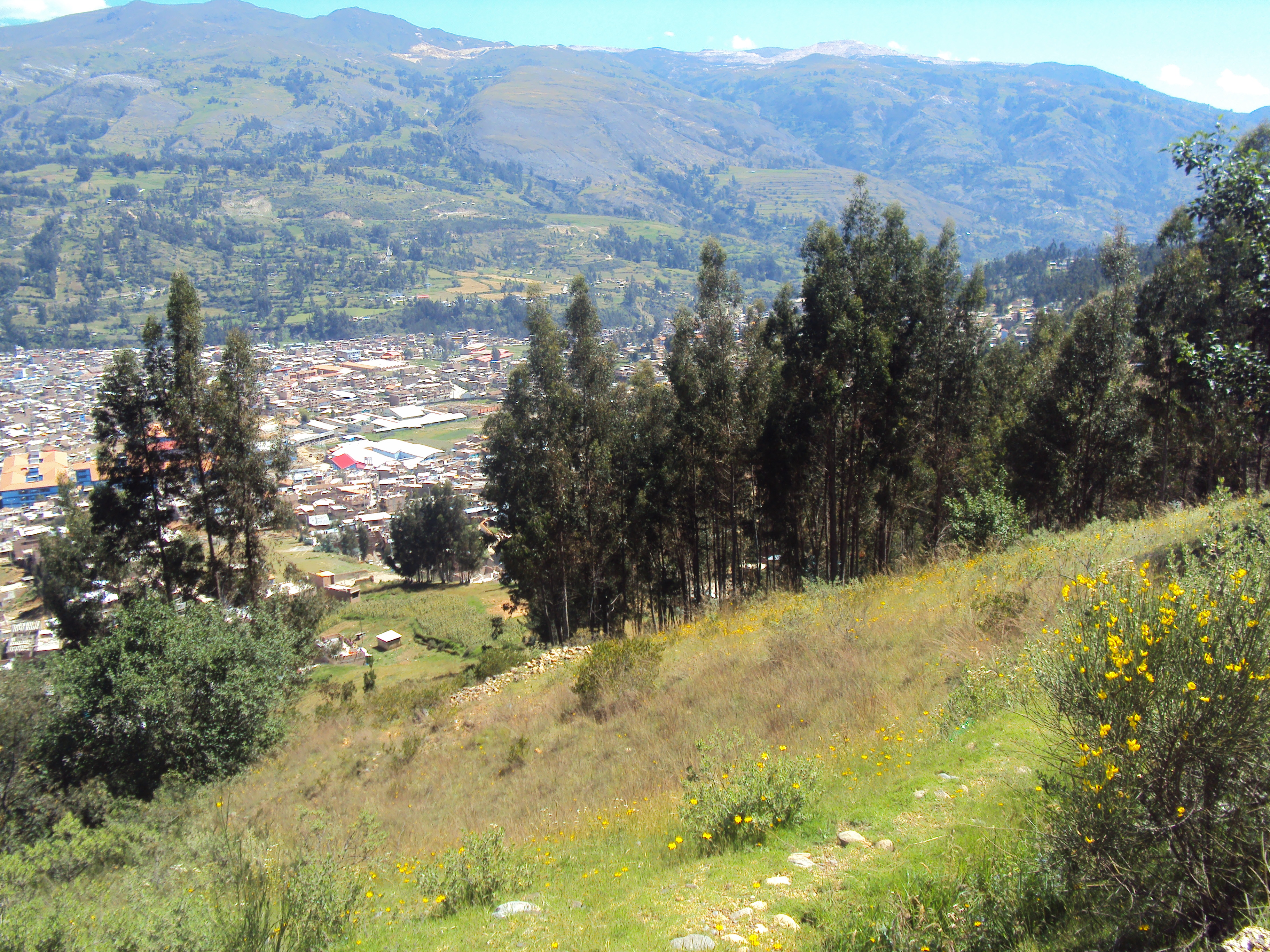
Huaraz, PER

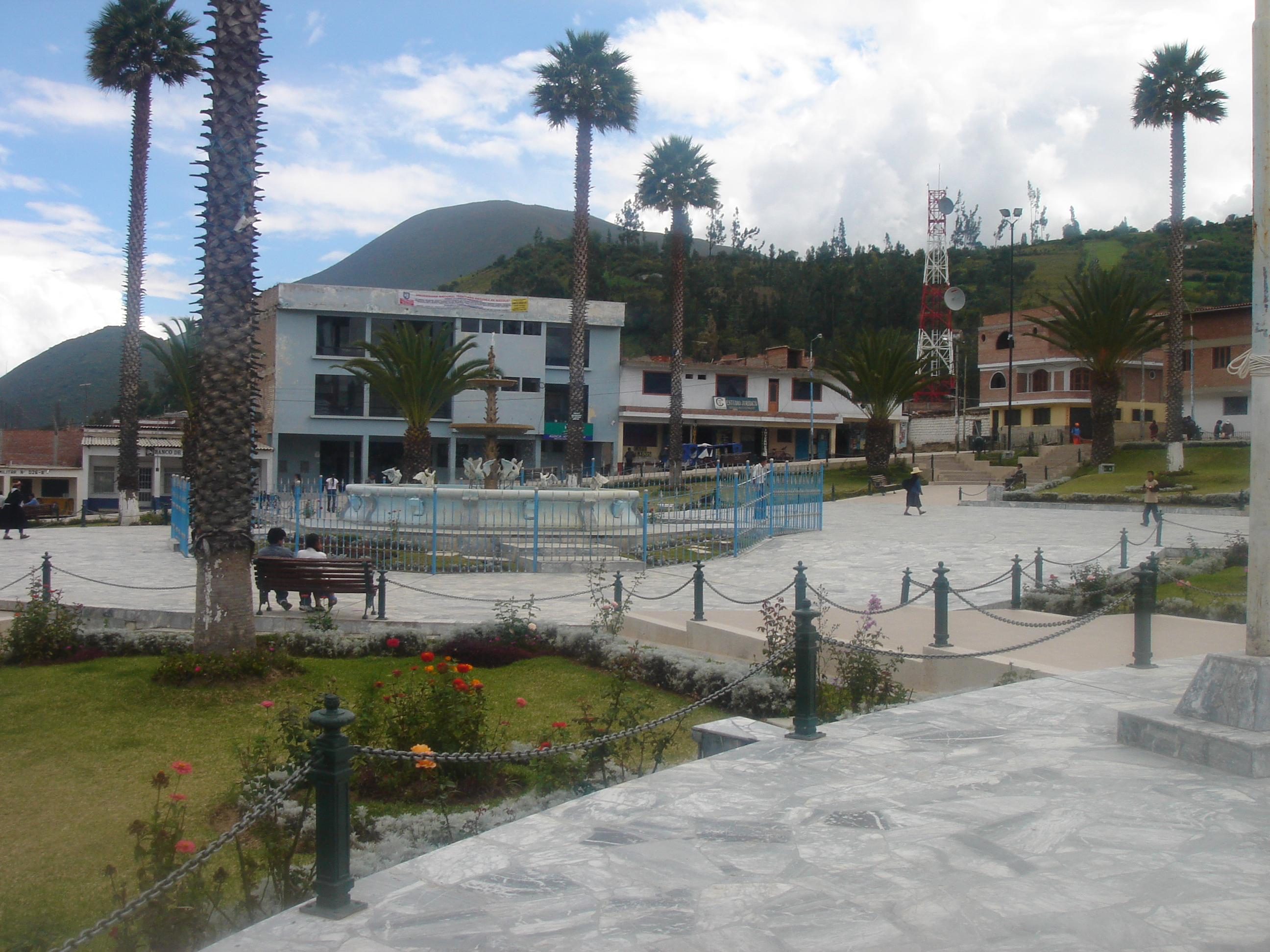
Yungay, PER

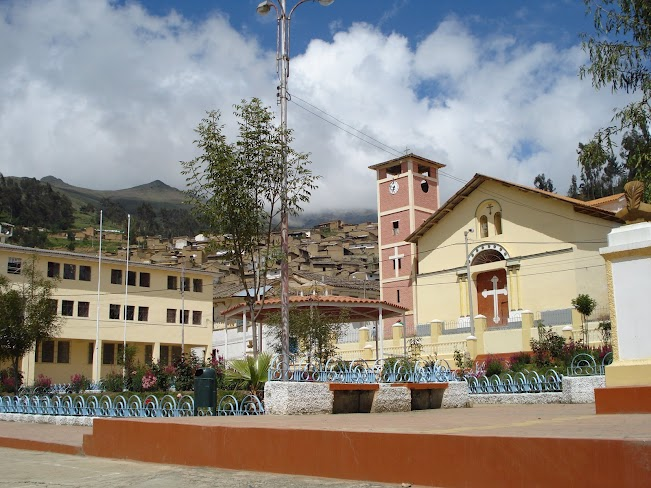
Aija, PER

Esta es una lista de las aglomeraciones urbanas más pobladas en el ámbito lingüístico del quechua de Huaylas, ordenadas de acuerdo a los cálculos estadísticos de la publicación de las Naciones Unidas World Urbanization Prospects, para posibilitar efectos comparativos. Junto a las mismas se ofrecen las estimaciones más recientes publicadas por los organismos oficiales de estadística de cada país:

## Ciudades

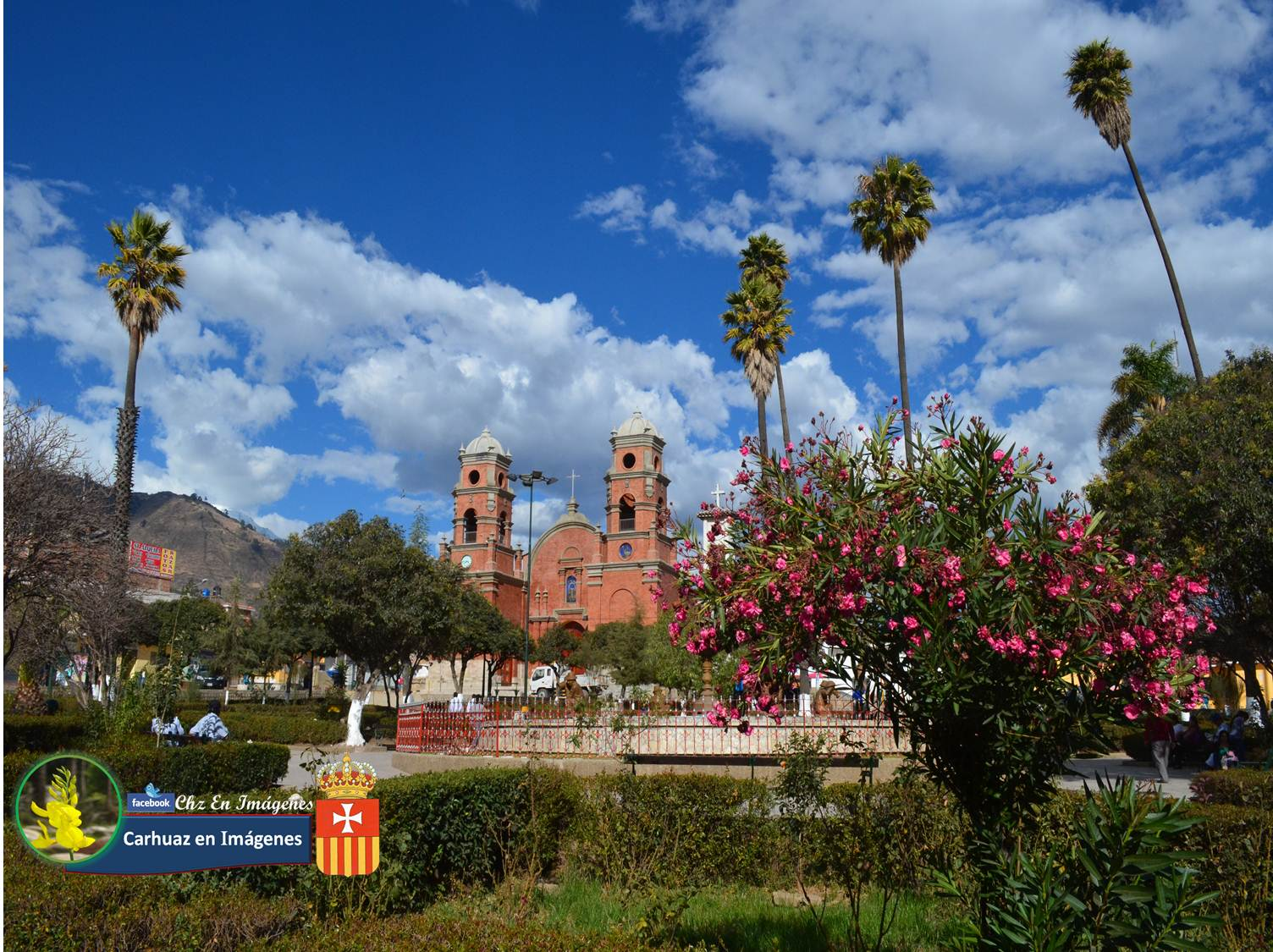
Carhuaz.

| N.º | Ciudad  | País | Población | Fuente                                                            |
| --- | ------- | ---- | --------- | ----------------------------------------------------------------- |
| 1   | Huaraz  | Perú | 117 774   | Censo 2007 Archivado el 10 de octubre de 2008 en Wayback Machine. |
| 2   | Caraz   | Perú | 14 200    | Censo 2007 Archivado el 10 de octubre de 2008 en Wayback Machine. |
| 3   | Carhuaz | Perú | 10 900    | Censo 2007 Archivado el 10 de octubre de 2008 en Wayback Machine. |
| 4   | Yungay  | Perú | 8 000     | Censo 2007 Archivado el 10 de octubre de 2008 en Wayback Machine. |
| 5   | Recuay  | Perú | 2 955     | Censo 2007 Archivado el 10 de octubre de 2008 en Wayback Machine. |
| 6   | Aija    | Perú | 1 391     | Censo 2007 Archivado el 10 de octubre de 2008 en Wayback Machine. |

### Áreas metropolitanas fuera del ámbito lingüístico delquechua de HuaylasenPerú

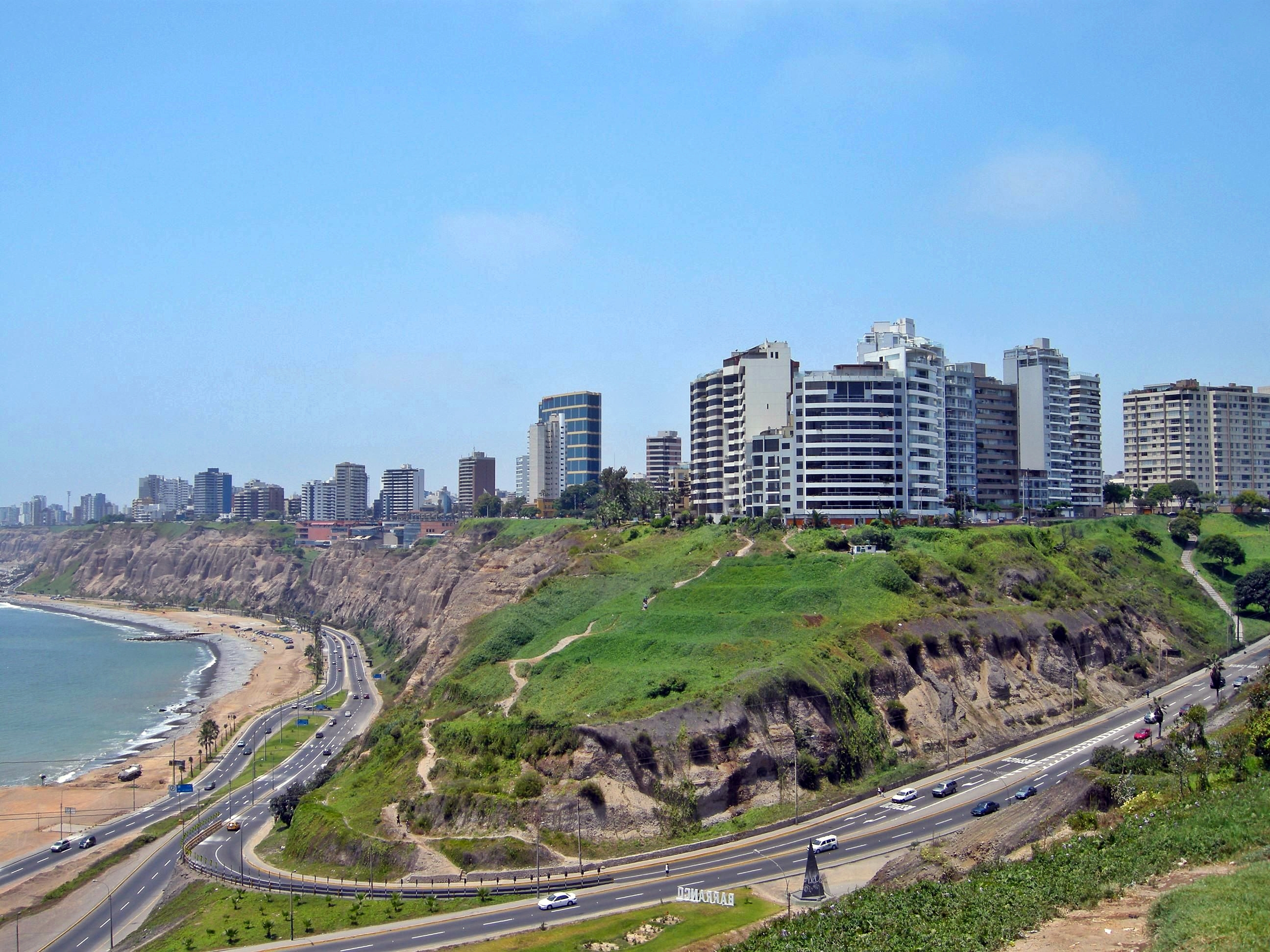
Lima, PER

A pesar de que el quechua de Huaylas es hablado por una minoría de la población, pero se concentra la mínima población en estas ciudades en Perú como es la capital Lima.